# Cacique de Ramos
O Cacique de Ramos é um dos mais conhecidos e tradicionais blocos de carnaval do Rio de Janeiro.

## História
Sua primeira sede foi na Rua Gomensoro, após passando para a Rua Uranos no bairro de Olaria, onde permanece até os dias de hoje. Fundado em 20 de janeiro de 1961, é um dos principais blocos da cidade. Sua sede fica na Rua Uranus, nº 1326, Olaria.
Entre seus componentes estão os membros do grupo de samba Fundo de Quintal que se originou do próprio bloco e Zeca Pagodinho. A também sambista Beth Carvalho é outra cria do bloco, que a homenageou elegendo-a como madrinha do bloco. Diversos outros cantores e compositores fazem parte do bloco entre eles: Almir Guineto, Jorge Aragão, Marquinhos Satã, Arlindo Cruz, Sombrinha, Jovelina Pérola Negra e Luiz Carlos da Vila. 
Até 2014 desfilava na Avenida Rio Branco (concentração na esquina com a Avenida Presidente Vargas). Hoje Desfila na Avenida República do Chile aos domingos, segundas e terças de Carnaval, às 20 horas. Em 2011, recebeu a Medalha Tiradentes, por representar a cultura do estado do Rio de Janeiro e no carnaval de 2012, foi o enredo da Mangueira.